# Aristolochia saccata
Aristolochia saccata är en piprankeväxtart som beskrevs av Nathaniel Wallich. Aristolochia saccata ingår i släktet piprankor, och familjen piprankeväxter. Inga underarter finns listade i Catalogue of Life.